# Parigi-Roubaix 1986
La Parigi-Roubaix 1986, ottantaquattresima edizione della corsa, fu disputata il 13 aprile 1986, per un percorso totale di 268 km. Fu vinta dall'irlandese Sean Kelly, giunto al traguardo con il tempo di 6h48'23" alla media di 39,375 km/h.
Presero il via da Compiègne 179 ciclisti, 57 di essi tagliarono il traguardo a Roubaix.

## Ordine d'arrivo (Top 10)
| Pos. | Corridore           | Squadra        | Tempo   |
| ---- | ------------------- | -------------- | ------- |
| 1    | Sean Kelly          | KAS-Mavic      | 6h48'23 |
| 2    | Rudy Dhaenens       | Hitachi-Marc   | a 1"    |
| 3    | Adrie van der Poel  | Kwantum Hall.  | s.t.    |
| 4    | Ferdi Van Den Haute | Skala-Skil     | a 2"    |
| 5    | Ludo Peeters        | Kwantum Hall.  | a 1'29" |
| 6    | Johan van der Velde | Panasonic      | s.t.    |
| 7    | Marc Sergeant       | Lotto-Emerxil  | s.t.    |
| 8    | Francesco Moser     | Sup. Brianzoli | s.t.    |
| 9    | Patrick Versluys    | Fangio-Lois    | s.t.    |
| 10   | Nico Verhoeven      | Skala-Skil     | s.t.    |